# 버지니아 시티 (영화)
버지니아 시티(Virginia City)는 미국에서 제작된 마이클 커티즈 감독의 1940년 액션, 드라마, 멜로/로맨스, 서부 영화이다. 에롤 플린 등이 주연으로 출연하였다.
이 영화는 미국 네바다주 버지니아시티에서 초연되었다. 흑백으로 촬영되었다.

## 출연

### 주연
- 에롤 플린
- 미리암 홉킨스

### 조연
- 랜돌프 스코트
- 험프리 보가트
- 프랭크 맥휴
- 앨런 헤일
- 귄 빅 보이 윌리엄스
- 존 리텔
- 더글러스 덤브릴
- 모로니 올슨
- 러셀 힉스
- 딕키 존스
- 프랭크 윌콕스
- 러셀 심슨
- 빅터 킬리안
- 찰스 미들턴
- 트레버 바뎃
- 행크 벨
- 워드 본드
- 로이 벅코
- 레인 챈들러
- 스펜서 차터스
- 조지 체즈브로
- 텍스 쿠퍼
- 벤 코베트
- 해리 코딩
- 클레어 두 브레이
- 톰 듀건
- 짐 페얼리
- 폴 픽스
- 로이 고든
- 조지 걸
- 헨리 홀
- 터스톤 홀
- 찰스 할튼
- 알 해스켈
- 하워드 C. 힉먼
- 맥스 호프만 주니어
- 로버트 호먼스
- 윌리엄 호퍼
- 리드 호우즈
- 에드워드 킨
- 잭 케니
- 버나드 L. 코왈스키
- 에단 레이드로
- 윌프레드 루카스
- 샘 맥다니엘
- 월터 밀러
- 프랭크 밀스
- 셜리 밀스
- 아트 믹스
- 캔사스 모에링
- 몬트 몬테그
- 필립 모리스
- 잭 모워
- 웨즈우드 노웰
- 아티 오테고
- 버드 오스본
- 에디 파커
- 조지 리브스
- 조지 리가스
- 앨버트 러셀
- 조지아 시몬스
- 알 테일러
- 찰스 트로우브릿지
- 브랜던 타이넌
- 블래키 화이트포드
- 노먼 윌리스

## 제작진
- 협력프로듀서: 로버트 펠로우스
- 조감독: 셔리 쇼어즈
- 의상: 오리 켈리
- 분장부문: 퍼크 웨스트모어
- 프로덕션매니저: 잭 L. 워너
- 프로덕션매니저: 프랭크 매티슨